# يو إس إس زينيث
يو إس إس زينيث (بالإنجليزية: USS Zenith (SP-61)) كان زورق دورية تابعًا للبحرية الأمريكية خلال الحرب العالمية الأولى. استُخدم في مهام المراقبة والدوريات الساحلية.

## التاريخ
بُني الزورق في عام 1917 كقارب ترفيهي خاص، وتم الاستيلاء عليه من قبل البحرية الأمريكية فور دخول الولايات المتحدة الحرب العالمية الأولى. جُهز لخدمة الدوريات وأُدرج تحت التصنيف SP-61.
خدم يو إس إس زينيث في مياه الساحل الشرقي للولايات المتحدة، حيث تولى مهام المراقبة والحراسة ضد تهديدات الغواصات الألمانية والسفن المعادية.

## نهاية الخدمة
بعد انتهاء الحرب العالمية الأولى في أواخر عام 1918، خرج الزورق من الخدمة وأُعيد إلى مالكه المدني الأصلي.